# Grauves
Grauves is een gemeente in het Franse departement Marne (regio Grand Est). De plaats maakt deel uit van het arrondissement Épernay. Grauves telde op 1 januari 2022 618 inwoners.

## Geografie
De oppervlakte van Grauves bedroeg op 1 januari 2022 7,84 vierkante kilometer; de bevolkingsdichtheid was toen 78,8 inwoners per km².

## Demografie
Onderstaande figuur toont het verloop van het inwonertal (bron: INSEE-tellingen).